# 아마리요고추
아마리요고추(스페인어: ají amarillo 아히 아마리요[*])는 페루의 재배종 고추이다. 로모 살타도, 아히, 티라디토, 파파 아 라 우앙카이나 등 여러 가지 요리에 쓰인다.

## 같이 보기
- 레몬고추
- 종고추